# Triplochrysa kimminsi
Triplochrysa kimminsi là một loài côn trùng trong họ Chrysopidae thuộc bộ Neuroptera. Loài này được New miêu tả năm 1980.